# Step (zespół muzyczny)
Step – nieistniejąca już węgierska grupa muzyczna.

## Historia
Zespół założyli w 1987 roku Flipper Öcsi i Gábor Kisszabó, wcześniejsi członkowie odpowiednio Dolly Roll i Első Emelet. Dołączyli do niego następnie Gábor Zsoldos (Dolly Roll), Attila Fehér (V.M. Band) i Péter Popper (Citrom). Menedżerem zespołu został István Tereh, ówcześnie również menedżer Első Emelet. Jednakże wkrótce potem Tereh opuścił zespół i menedżerem został Miklós Fenyő. W styczniu 1989 roku Gábora Kisszabó, który wrócił do Első Emelet, zastąpił Tamás Mester z zespołu Charme. W tym czasie zespół zrezygnował z usług Miklósa Fenyő. W marcu 1990 roku zespół rozpadł się.

## Skład zespołu
- Flipper Öcsi – wokal
- Gábor Kisszabó – gitara basowa, wokal (1987–1988)
- Attila Fehér – gitara, wokal
- Péter Popper – instrumenty klawiszowe, wokal
- Gábor Zsoldos – instrumenty perkusyjne, wokal
- Tamás Mester – gitara basowa, wokal (1989–1990)

## Dyskografia
- Támadás (1987)
- Igen (1988)
- Ciao (1989)